# All You're Meant to Be
All You're Meant To Be é um álbum de Boyce Avenue lançado em 2008.

## Descrição
Data de lançamento: 11 de março de 2008
Gravadora: Boyce Avenue Records
Copyright: 2008 Boyce Avenue Records
Comprimento total: 40:19
Gênero: Rock

## Faixas
1. Hear Me Now (4:05)
2. Dare To Believe (4:50)
3. On My Way (3:52)
4. All The While (3:33)
5. Change Your Mind (3:37)
6. Find Me (4:38)
7. Not Enough (4:02)
8. So Much Time (4:48)
9. Tonight (4:27)
10. Hear Me Now (Piano Acoustic) (4:00)